# تايلور دايفز
تايلور دايفز (بالإنجليزية: Taylor Davis)‏ هي مُلحّنة وعازِفةُ كمانٍ أمريكيّة، عُرِفَت بكونِها تأخُذ موسيقى ألعاب الفيديو وتعيدُ عَزفها على الكمان بشكلٍ مُميّز وترفَعها على قناة اليوتيوب الخاصّة بها. وقد لاقت تايلور شُهرةً واسِعة حولَ العالم، وبدأت بتأليف موسيقاها الخاصّة في يوليو 2013 لكنّها لم يَصدُر في ألبومٍ بعد.
أصدَرت تايلور خِلالَ عام 2012 ألبومَين اثنين. الأوّل اسمُه Gaming Fantasy واحتوى على توزيعاتٍ مُختَلفة لموسيقى ألعاب الفيديو، ثُمّ بعدَ سِتّة أشهر أصدَرت ألبومها الثاني الذي حَمل عنوان An Enchanted Christmas واحتوى على موسيقى الكريسماس مع لمساتِها الخاصّة. وقد نَشرتْ ألبومها الثالِث في يناير 2013 باسم Game On: 2 Player mode وشاركت معها فيه عازِفة البيانو الأستراليّة لارا دي ويت. Legendary Movie Music هوَ عنوانُ ألبومِها الرابِع، وقد احتوى على توزيعاتٍ عديدَة لمؤّلّفات الموسيقي آدم غوبمان وقد صَدر في يوليو 2013، وكانَ هذا الألبوم هوَ التعاوَن الأوّل بينها وبين غوبمان. وبالتعاون مع غوبمان أيضاً، نشرت تايلور ألبوها Melodies of Hyrule: Songs from The Legend of Zelda في نوفمبر 2013، وهي توزيعاتٌ جديدَة لألحان سلسلة ألعاب الفيديو أسطورة زيلدا. ثُمّ أصدرت ألبوم يحمل اسم The Anime and Game Collection في يوليو 2014.
أطلَقت تايلور حملَة تمويل جماعي في أكتوبر 2014 وذلك لدعمِها لنشر ألبومِها السابِع الذي سيحوي على موسيقى من تأليفِها. ومرّة أُخرى ساعدها غوبمان في الإنتاجٍ والتلحين. وقد وُضِعت الحملة على موقِع بليدج ميوزيك -وهو موقع تمويلٍ مُشابِه لموقع كيك ستارتر- وحقّقت تلك الحمل هدفها في أسبوع تقريباً. وصَدر الألبوم في مارس 2015، ووصل للمركَز العاشِر في أكثر الألبومات الموسيقية مبيعاً.

## حياتها
وُلِدت تايلور دايفز في 20 مارس 1987 في مدينَة وسترن سبرينغ في ولاية إلينوي الأمريكيّة. وأحبّت ألعاب الفيديو مُنذ صِغرها وذلك بسببِ أخيها الأكبر الذي كان يقضي وقتَه فيها. وقد بدأت في العزف على الكمان في عُمر الثمان سنوات حينما كانت في المدرسة الابتدائيّة وذلك بعد أن ألهمتها فتاةٌ عَزفت على الآلة أمامها في المدرسة. وخِلالَ المدرسة المُتوسّطة، كانَت تايلور يائسةً ووحيدَةً في حياتِها وكانَت تهرُب من الوحدة عبر العزف على الكمان، وقد استمرّت هذه الفترة حتّى المدرسَة الثانويّة حيثُ قابَلت زوجَها المُستقبلي جاريد الذي جعمها وشاركها المشاعِر والاهتمامات وساعدها على استعادَة ثِقتها بنفسها؛ وقد تزوّجا في 2011 بعدَ صداقةٍ دامت 14 عام.
ارتادَت تايلور جامعة قونزاقا وانضمّت إلى الأوركسترا الجامعيّة وصارت تعزِف موسيقى ألعاب الفيديو. وبعدَ تَخرّجها من الكُليّة، لم تَجد عَملاً بسرعة، وكانَ هدفها أن تُقدّم الموسيقى الشهيرةَ بلمساتٍ خاصّة، فأنشأت قناتها الخاصّة على موقع يوتيوب. وقد عَملت تايلور في التسويق وفي العلاقات العامة مع مُنظمة غير هادفة للربح حتّى نوفمبر 2011. ثُم قررت ترك وظيفتها لتركيز جهودِها حول قناتِها على اليوتيوب.

## نشاطها على موقع اليوتيوب
ابتدأت تايلور قناتها على اليوتيوب تحت اسم ViolinTay في 29 أبريل 2010، ومنذُ ذلك الحين حازَت على إعجاب الناسِ واهتمامِهم، ويظهر هذا واضحاً في عدد المُشاهدات والاشتراكات المُتزايَدة مع مرور الأيام. واعتباراً من أكتوبَر 2015، فإن إحصائات قناتِها تُشير إلى وجود 137 مقطع فيديو، وأكثر من 134 مليون مُشاهدة وما يزيد عن 900 ألف مُشتَرِك. وأكثر مقطعٍ حازَ على مُشاهدات هو He is a Pirate حيثُ تعزِفُ فيه توزيعَةً جديدة لموسيقى فيلم قراصنة الكاريبي بالاشتراكِ مع العازِف كلاوس باديت، وقت وصلت أعدادُ المُشاهدات لهذا المقطع لأكثر من 14 مليون مُشاهِد. وبعدَ خمسِ سنواتٍ من بدء قناتِها الأولى، قامت تايلور بفتح قناتِها الثانية في 23 مارس 2015 تُركّز فيها على مشاركة أنشتطها الموسيقية وما خلف الكواليس مع جمهورِها. واحتوت القناة حتّى سبتمبر 2015 على خَمسِ مقاطِع فيديو وأكثَر من 40 ألف مُشاهِد و 4000+ مُشتَرك.

### جولاتها

#### Taylor Davis: Live in Concert - 2015
أعلَنت تايلور في 28 مايو 2015 عن قيامِها بجولتها الأولى. وهي جولة حولَ الولايات المتحدة تتضمّن 20 مدينة مُختلفة. وقد بدأ الشراء المسبق للتذاكِر في 5 يونيو 2015. وبدأت الجولَة في 29 سبتمبر 2015 في نورثهامبتون وانتهت في 28 أكتوبر 2015 في أوستن.

## ألبوماتها
- Gaming Fantasy - 2012
- An Enchanted Christmas - 2012
- Game On: 2 Player Mode - 2013
- Legendary Movie Music - 2013
- Melodies of Hyrule: Songs from The Legend of Zelda - 2013
- The Anime and Game Collection - 2014
- Taylor Davis - 2015

## روابط خارجية
- تايلور دايفز على موقع ميوزك برينز (الإنجليزية)
- تايلور دايفز على موقع أول ميوزيك (الإنجليزية)
- تايلور دايفز على موقع ديسكوغز (الإنجليزية)